# Орловићи
Орловићи су српска племићка породица из средњовјековне Србије. У источној Херцеговини до средине 16. вијека постојало је племе Орловића у близини Гацка са сједиштем у селу Чарађе, а за које се вјерује да су наследници средњовјековних Орловића.

## Први помени презимена Орловић
Први помен Орловића налази се у Герасимовом љетопису из 1389. године, гдје се заповједник једног дјела војске зове Павле Орловић. Следећи запис презимена Орловић, налази се јавља 21. фебруара 1444. године у тестаменту Гојслава Орловића, католика из Дријеве на Неретви. Његови се рођаци вјерује се насељавају у Блатници и Броћну где их и данас има, као и по Босни и Хрватској. Насељавања православних Орловића из Зете у Лику и Сењ која почињу већ 1432. се дају пратити преко листе ускока из 1550. године, помињања Вука Орловића из Жумберка 1629. године. и пописа Лике и Крбаве из 1712. године.

## Историјски подаци о зетско-црногорском огранку племена Орловић
Ристо Ковијанић је пронашао у которским архивима неколико лица из предања Мартиновића и осталих из рода Орловића и доказао да је њихово предање тачно до Неноја Ивановића (живео око 1420. године) који би могао бити или син Павла Орловића, који би можда био именован као Павле Ивановић по братству Ивановићи које се тад формира на Цетињу или можда Павле Вуковић по оцу или некако другачије у историјским документима или син неког његовог брата или рођака (Ивана Орловића).
Ковијанић помиње Тодора Ненојева Ивановића (Thudor Nenoe Ivanovich de Cetine), забележеног у которским архивима 1440. како се задужује да би купио панцир. Которски документ не помиње да је Тодоров отац покојни, што значи да је можда још увек жив. У Бајицама постоји Ненојев гранични камен и Ненојев крст, који се помиње у повељи Црнојевића из 1489. као граница између села Бјелоши и Бајице. Очигледно је да је Неноје био предводник своје групе досељеника, тако да се досељавање Орловића у Бајице може временски одредити, вероватно између 1371. године и 1439. године.
Тодоров, по свој прилици млађи брат Шћепан Ненојевић, се помиње у повељи Ивана Црнојевића из 1489. године као једини са титулом кнеза на списку властеле.
Кнез Влатко, рођен око 1480. године, помиње се у турском дефтеру из 1523. године као једини musellem-кнез Влатко Шћепанов у махали Иваневићи, уз свог брата Гвоздена Шћепановог. Ту је и Радич, син Тодоров као и неколико Милића из групе сродника.
Никола, рођен око 1510. године се помиње у дефтеру из 1570. године као Влатков и Вуксанов отац. Пошто није уписан, значи да није био жив 1570. године. Највероватније за време Николе се неки рођаци почињу називати Орловићи, о којима Ердељановић бележи локалне називе у Бајицама „Орловића долина, Орловића лазина, Орловића кућа, Орловића баштина“.
Кнез Влатко, рођен око 1540. године. У дефтеру из 1570. године се помињу Вуксан и Влатко Николин у махали Иваневићи. Вуксан Николин се помиње такође у которским архивима 1594. године код Ковијанића, погинуо је највероватније 1604. године у боју са Турцима.
Кнез Мартин, син Влатков, рођен негде иза 1580. године. Оженио се по други пут у старијем добу и добио петорицу синова опеваних у Горском Вијенцу. Са првом женом је имао сина Јована који се помиње 1687. године и чији потомци су се раселили у Враку код Скадра, Ваљево и у Грбавце у Зети. Најпознатији његов потомак је Обрен Мартиновић, отац војводе Милана Обреновића, оснивача династије Обреновић.
Синови кнеза Мартина: кнез и војвода Батрић Мартиновић (око 1630—1710), његов брат близанац кнез Томаш, Марко, Иван и Милош. Са тог огњишта скочила је „извиискра“ и запалила ослободилачку буктињу ловћенску. Најлепши споменик им је спевао Његош у Горском Вијенцу:
„Соколови пет Мартиновићах, 
и витеже Бориловић Вуче 
који први удристе на Турке, 
ко умије вама сплести в'јеце?
Споменик је вашему јунаштву
Црна Гора и њена слобода!“

## Поријекло племена Орловића и Павла Орловића
Орловићи се тако, на територији Херцеговине, Црне Горе а у новије вријеме и Србије, некад употребљава као заједничко име братства које обухвата више под-братстава који листом тврде да потичу од косовског јунака Павла Орловића, стегоноше ("барјактара") кнеза Лазара из народних епских пјесама. Није познато да постоји било каква сродничка веза између данашњег презимена Орловић, које се једнако јавља и код римокатолика и муслимана, и било ког од братстава овог племена у Црној Гори или Херцеговини. То не значи да везе нијесу могуће али су досада свакако непосвједочене. Треба знати да нико од припадника ових племена или братстава по предању не носи презиме Орловић али се сви сматрају мање-више директним потомцима Павла Орловића. Тако су, чини се, гледани и споља, од стране својих сународника, барем према ауторима попут Андрије Лубурића. С друге стране, породица Мартиновић са Цетиња, која се традиционално сматра изданком овог племена, има свој грб, а спекулише се да је један њен огранак дао и српску династију Обреновић. Постоје и огранци племена који су, након турске окупације, прихватили исламску вјеру (нпр. породица Ченгић) и који су тако или добили ново племство или неку врсту континуитета старог. Но ни о томе нема поуздане историјске евиденције.
У српском језику ријеч племе и племенитост те племство су барем повезани истом етимологијом ако већ можда и не стоје ни у каквој директној вези са институционалним племством. Племенска организација је, у овом дијелу Европе, међутим, карактеристична само за србски и шиптарски народ, и то само за оне дијелове тих народа који су близу медитеранском појасу. Дакле, веза између организације у ширу братственичку заједницу, војевања и катунског сточарства као примарне пољопривредне дјелатности, има у Европи још пандан у шкотским клановима, нарочито брдским, као и та веза између шире братственичке заједнице и њених одабраних вођа.
Разна предања о поријеклу племена које ће се касније, својатајући митског јунака Павла Орловића, назвати Орловићима гравитирају углавном према Херцеговини, гдје се спомињу мјеста као што су Гацко, Чарађе код Гацка или Орлина код Чарађа или код Гацка. У сваком случају, један дио племеника се, пред надирањем Турака, одселио из ове претпостављене постојбине за Црну Гору (чини се, већина) а други је остао у Херцеговини. Познато је да црнојевићка држава, коју махом и конституишу ова племена, баш у то вријеме и мијења име Зета у Црна Гора.
Петар Ашкраба Загорски продубљује ово предање на сљедећи начин:
"Измишљен је појам "поријеклом из Црне Горе". На овом простору не постоји нико поријеклом из Црне Горе. Постоје старе српске породице у Цетињском пољу али када сам са њима причао '71. године, '74. и '82. године, сви ти стари Срби у Цетињском пољу, када му кажеш у испитивањима, не дајући му одговора усмјереног, када му кажеш да је Црногорац он се вријеђа, он каже: Не, ја сам ође старосјеђелац, нијесам ја сточар... што значи да имају одређено памћење да су племена доселила са Црне Горе тј. са Зеленгоре, јер се Зеленгора до 1477. године звала Црна Гора па су ш ње одселили она значајна презимена: Орловићи, Бориловићи, Мартиновићи, Белићи, Абрамовићи, Милићи, Лончаревићи, Бјелице итд. Љутићи и др."
Павле Орловић је јунак Косовског циклуса епских народних песама. У историјским изворима о њему практично да нема података, осим сазнања да је био наведен у Герасимовом љетопису из 1389. године. Према народној песми „Косовка девојка“, он преминуо након Косовског боја 1389. године, од рана задобијених у њему. Урош Предић га је представио на својој слици Косовка девојка из 1919. године на самрти, а Паја Јовановић је на својој монументалној композицији „Проглашење Душановог законика“ из 1900. године насликао његовог наводног претка, Гргура Орловића.
Данас има оних који се сматрају директним потомцима легендарног Павла Орловића, односно његовог далеког по предању претка и оснивача породице Вука Орле. Према том схватању, род Орловића тј. породице које воде порекло од Павла Орловића (Самарџићи, Мартиновићи, Комненовићи, Јоловићи, Тесле, Милићи, Лончаревићи и други) се сматрају најстаријом постојећом српском племићком породицом, која датира из XIII века, када је њен оснивач наводно живео.

## Породично стабло по усменом предању
```
Војвода Орле (1330)
[
12
]

   │
   ├── 
Милија Орловић
 
   │   │
   │   └── Бијеле
   │
   └── 
Павле Орловић

   │   │
   │   ├── Чејо
   │   ├── Бојко
   │   ├── Васо
   │   └── Неноје
   └── 
Мартин Орловић
```

## Орловићи у Угарској
Гргур Орловић се помиње на листи племства краља Ладислава од 7. марта 1492. године издатој у Будимпешти и његов грб се налази у Илирским грбовницима. Гргур потиче из племићке породице која је поседовала град и тврђаву Човку у Босни. Његов отац Јурај се помиње као изасланик бана Ладислава од Егервара краљу Владиславу другом 1491. године. Гргур је био заповедник града и тврђаве Рипча и 1421. године је постављен за капетана (војводу) Сења. После погибије у Мохачкој бици, његове поседе који су укључивали град Сокол, Брезовицу код Загреба и Риђицу, наслеђује његова ћерка Катарина. Катарина се помиње као Шокица, Српкиња католичке вере у књизи Ивана Иванића „Буњевци и Шокци“. Гргурово презиме се у документима памти у 2 варијанте, Орловић и Орловчић. Половина илирских грбовника има Орловић (Бечки, Алтханов грбовник), а по Соловјеву, каснији преписивач грбовника је направио грешку, у грбовнику Коријенић-Неорић је чак записао Орловучић/Orlovvcick.
Кнез Иван Орловић се помиње као изасланик у Љубљани 27. септембра 1709. године.
На попису 66 племићке породице у Барањи из 1732. године се налазе Орловићи.